# Bezirksrat (Baden)
Der Bezirksrat wurde in den badischen Bezirksämtern laut dem Gesetz über die Organisation der inneren Verwaltung vom 5. Oktober 1863 geschaffen.
Den 59 Bezirksämtern wurde je ein Bezirksrat beigeordnet, der je nach Einwohnerzahl aus sechs bis neun ehrenamtlichen Mitgliedern bestand. Er wirkte unter dem Vorsitz eines Oberamtmannes, dem Leiter des jeweiligen Bezirksamtes, an bestimmten staatlichen Aufgaben mit.
Die Bezirksräte wurden vom Ministerium des Innern aus einer Vorschlagsliste der Kreisversammlung, es musste eine Liste mit der dreifachen Anzahl von Personen eingereicht werden, ausgewählt. Die Bezirksräte wurden für vier Jahre ernannt.